# فراتامينوري
فراتامينوري، (بالإنجليزية: Frattaminore)‏، هي (بلدية) في مدينة نابولي متروبوليتان في كامبريا الإيطالية، وتقع على بعد حوالي 13 كم شمال نابولي.

## السكان
في سنة 1861 بلغ عدد السكان 1٬948 نسمة، وتطور العدد ليصل في سنة 2011 لـ 15٬708 نسمة.
يظهر هذا المخطط البياني تطور النمو السكاني لـ فراتامينوري